# Alekszej Konsztantyinovics Jagugyin
Alekszej Konsztantyinovics Jagugyin (oroszul: Алексей Константинович Ягудин; Leningrád, 1980. március 18. –) olimpiai bajnok (2002), négyszeres világbajnok és háromszoros Európa-bajnok orosz műkorcsolyázó.

## Élete
Alekszej Jagugyint édesanyja vitte el először műkorcsolya-edzésre, négyéves korában, az orvos javaslatára, aki testedzést ajánlott a beteges kisfiúnak. Tehetségét hamar felfedezték. Jagugyint tizenkét éves korától tizennyolc éves koráig Alekszej Misin edzette; ekkor a műkorcsolyázó az Amerikai Egyesült Államokba költözött és edzőt váltott: a nagynevű Tatjana Taraszova vette szárnyai alá, akinek nagy szerepe lett abban, ahogy a technikailag kiváló Alekszej művészi előadásmódja fejlődött.
1995-ben junior világbajnok lett, majd 17 évesen harmadik helyezést ért el a felnőtt világbajnokságon. 1998-ban szerezte első világbajnoki címét. Háromszor lett Európa-bajnok, négyszer világbajnok. Legsikeresebb éve 2002 volt, ekkor rekordot állított fel: ő lett az első férfi műkorcsolyázó, aki egy szezonban "triplázni" tudott: megnyerte az Európa-bajnokságot, a világbajnokságot és az olimpiát is. A Japánban rendezett világbajnokságon hat 6.0-s pontot kapott, ebből egyet a kötelező gyakorlatokra, és ezzel az első műkorcsolyázó lett, akinek odaítélték a legmagasabb pontszámot.
A Salt Lake City-ben rendezett téli olimpián Jagugyin lett 50 év után az első férfi műkorcsolyázó, akit minden bíró első helyre ítélt a verseny minden egyes szakaszában. A művészi előadásmódra négy darab maximális pontszámot kapott, ami ugyancsak egyedülálló az olimpiák történetében.
2003-ban csípősérülése visszavonulásra kényszerítette. Profinak állt és jelenleg a Stars on Ice (Csillagok a jégen) show-val turnézik.
2009-ben kislánya született Tatyjana Totymjanyina műkorcsolyázótól.

## Eredményei
| Versenyek/Év          | 1993-1994 | 1995-1996 | 1996-1997 | 1997-1998 | 1998-1999 | 1999-2000 | 2000-2001 | 2001-2002 | 2002-2003 |
| --------------------- | --------- | --------- | --------- | --------- | --------- | --------- | --------- | --------- | --------- |
| Téli Olimpia          |           |           |           | 5.        |           |           |           | 1.        |           |
| Világbajnokság        |           |           | 3.        | 1.        | 1.        | 1.        | 2.        | 1.        |           |
| Európa-bajnokság      |           | 6.        | 5.        | 1.        | 1.        | 2.        | 2.        | 1.        |           |
| Junior Világbajnokság | 4.        | 1.        |           |           |           |           |           |           |           |
| Orosz bajnokság       |           |           |           | 2.        | 2.        | 2.        | 2.        |           |           |
| Grand Prix Final      |           |           |           | 5.        | 1.        | 1.        | 2.        | 1.        |           |
| Skate America         |           |           | 3.        |           | 1.        | 1.        | 2.        |           | WD        |
| Orosz kupa            |           |           | 2.        | 1.        |           |           |           |           |           |
| Sparkassen-kupa       |           |           | 3.        |           | 1.        |           |           |           |           |
| Skate Canada          |           |           |           |           |           | 1.        | 1.        | 1.        |           |
| Trophee Lalique       |           |           |           | 1.        | 1.        | 1.        | 1.        | 1.        |           |
| Masters               |           |           |           | 2.        | 2.        | 1.        | 1.        | 1.        |           |